# Alfred Martin (Polizeibeamter)
Alfred Peter Ignaz Maria Martin (* 9. Mai 1908 in Berlin; † 4. Januar 1977 in Bad Reichenhall) war ein deutscher Polizeibeamter.

## Leben und Wirken

### Jugend und Ausbildung
Martin war der Sohn des Amtmannes Theodor Martin und seiner Ehefrau Anna, geborene Weinrich. In seiner Jugend besuchte Martin die Vorschule des Friedrichwerderschen Gymnasiums und dieses Gymnasium selbst in Berlin, das er 1927 mit dem Reifezeugnis verließ. Zum Sommersemester 1927 immatrikulierte er sich an der Juristischen Fakultät der Friedrich-Wilhelms-Universität in Berlin. Nebenbei war er zwei Jahre lang als Banklehrling in einer Privatbank tätig. 1930 und 1931 war Martin Assistent des Gerichtsmediziners Strauch am Gerichtsmedizinischen Institut der Friedrich-Wilhelms-Universität.
Politisch engagierte Martin sich schon in frühen Jahren in Kreisen der extremen politischen Rechten: Zu Beginn der 1920er Jahre wurde er Mitglied des Jungnationalen Bundes. Mitte der 1920er Jahre fand er Anschluss an die nationalsozialistische Bewegung: 1926 wurde er eines der ersten Mitglieder der Berliner SA. Der NSDAP trat er zum 1. September 1930 bei (Mitgliedsnummer 297.396). 1932 war er Sturmführer des Sturmes 87 in Moabit.
Im Herbst 1932 übernahm Martin die Leitung der Rechtsabteilung der Gauleitung Berlin-Brandenburg, war dann allerdings mehr mit der Leitung des Nachrichtendienstes der NSDAP im Gau Berlin betraut. Schon zuvor war er für die Partei nachrichtendienstlich tätig gewesen: So hatte er sich unter anderem an einer Aktion gegen Werner Abel im Frühjahr 1932 beteiligt, der zu dieser Zeit in einen Rechtsstreit mit Adolf Hitler verwickelt war, weswegen Martin ihm einige Briefe entwenden ließ.
Ebenfalls im Jahr 1932 wurde Martin in den Stab der von Wolf-Heinrich von Helldorff geführten SA-Gruppe Berlin-Brandenburg aufgenommen, in der er als SA-Obersturmführer als Adjutant bzw. Ordonnanz ohne Geschäftsbereich wirkte.

### Zeit des Nationalsozialismus

#### Karriere im Gestapa (1933 bis 1937)
Martin behauptet, sich schon 1932 bei der Kriminalpolizei als Anwärter auf die Höhere Kriminallaufbahn beworben zu haben. Der Berliner Kriminalpolizei gehörte er jedenfalls seit Frühjahr oder Sommer 1933 als Kriminalassistentenanwärter beim Polizeipräsidium Alexanderplatz an. Teilweise wurde auch behauptet, dass der Führer der Berliner SA, Karl Ernst, Martins Einstellung mit durchgesetzt habe.
Zum 1. Oktober 1933 wurde Martin, weiterhin als Kriminalassistentenanwärter zur Geheimen Staatspolizei versetzt, in der er rasch zu einem der engsten Vertrauten des ersten Gestapo-Chefs Rudolf Diels aufstieg. Gemäß Erlass vom 13. Dezember 1933 erhielt er zum 1. Januar 1934 eine Anstellung als Kriminalkommissar auf Probe. Kurz darauf wurde er vom 23. Januar bis 4. Mai 1934 zu einem „Schnellkursus für Kriminalkommissaranwärter der Politischen Polizei“ am Polizei-Institut Charlottenburg abgestellt: Die Kriminalkommissarprüfung, bei der Arthur Nebe zu seinen Prüfern gehörte, bestand er laut Zeugnis vom 4. Mai 1934 mit dem Prädikat „gut“.
Am 1. Juli 1934 wurde Martin im Zuge der Röhm-Affäre auf Befehl des Gestapo-Chefs Reinhard Heydrich verhaftet. Hintergrund der Verhaftung war seine Mitgliedschaft in der SA und seine Verbindungen zu Karl Ernst. Eigenen Angaben zufolge wurde er in der Nacht zum 2. Juli von einem Standgericht zum Tode verurteilt, entging aber der Erschießung aufgrund der kurz danach einlaufenden Anordnung der Staatsführung, alle vorgesehenen Erschießungen einzustellen. Martin wurde in den folgenden Stunden auf freien Fuß gesetzt und nahm seinen Dienst in der Gestapo wieder auf.
Im Heydrich'schen Gestapa war Martin unter Heinrich Müller und Reinhold Heller als Dezernent für Auslandsangelegenheiten, insbesondere im Kontext der Sowjetunion und der russischen Emigranten im Deutschen Reich eingesetzt. Im Oktober 1934 war er zudem Sachbearbeiter der nach Deutschland reichenden Zusammenhänge des Marseiller Attentats auf den jugoslawischen König Alexander den französischen Außenminister Barthou.
1936 wurde Martin auf Veranlassung von Heydrich zum regulären Kriminalkommissar ernannt. Der SS trat er indessen nicht bei.

#### Weitere Polizeikarriere und Zweiter Weltkrieg
Nach Konflikten mit der Führung der Berliner Gestapo-Zentrale – angeblich wegen der „Intension“ der Amtsleitung – wurde Martin 1937 von der Staatspolizeistelle in Halle zur dortigen Kriminalpolizeistelle strafversetzt. Von der letzteren wurde er schließlich wegen einer „schwebenden Disziplinaruntersuchung beurlaubt“.
In dieser Zeit absolvierte er regelmäßig Übungen in der Luftwaffe. Außerdem immatrikulierte er sich an der juristischen Fakultät der Albertus-Universität Königsberg, wo er im Frühsommer 1940 zum Dr. jur. promovierte.
Auf Vermittlung seines Freundes Arthur Nebe wurde Martins Beurlaubung im Spätherbst 1938 wieder aufgehoben und er zur Kriminalpolizei in Essen versetzt.
Im Sommer 1939 nahm Martin an einer Offiziersauswahlübung teil, die in die Zeit der Luftwaffenmanöver in Norddeutschland fiel. Bei Ausbruch des Zweiten Weltkriegs verblieb Martin bei seiner Einheit und nahm mit dieser als Flieger am Überfall auf Polen teil. Am 16. September 1939 schlug er sich nach einer Notlandung in Polen zu den anrückenden sowjetischen Truppen durch, die infolge des Hitler-Stalin-Pakts mit dem Deutschen Reich verbündet waren: Er wurde nach Moskau gebracht, wo er in der deutschen Botschaft und im Hotel National wohnte. Am 14. Oktober wurde er zusammen mit einigen anderen deutschen Piloten, denen es ähnlich ergangen war, von Josef Stalin im Kreml empfangen.
Nach seiner Rückkehr nach Deutschland wurde Martin, nun im Rang eines Leutnants der Reserve, von der Polizei reklamiert und kehrte zur Kriminalpolizei nach Essen zurück. Nach seiner endgültigen Freistellung von der Polizei nahm Martin seit Sommer 1940 ständig am Krieg teil, in dem er mehrfach verwundet wurde, insbesondere erlitt er in Russland eine schwere Hirnverletzung. 1944 wurde er im Polizeidienst in Abwesenheit zum Kriminalrat befördert, ohne diese Stellung je einzunehmen.

### Nachkriegszeit
1945 geriet Martin in Österreich in amerikanische Kriegsgefangenschaft. Nach seiner Freilassung Ende 1946 war er in verschiedenen Krankenhäusern untergebracht. 1954 wurde er als 100-%-Kriegsversehrter pensioniert. Später lebte er mit seiner Frau Gundi, geborene Hasenkopf, und zwei Kindern in Weißbach im Landkreis Berchtesgaden. Im April 1962 verzog er in die Gemeinde Marzoll, die später in Bad Reichenhall eingemeindet wurde, wo er 1977 verstarb.
Nachdem er bereits Ende der 1940er Jahre an der Niederschrift der Memoiren seines Freundes Rudolf Diels (Lucifer ante Portas) mitgewirkt hatte, stellte Martin sich seit den 1950er Jahren vermehrt als Zeitzeuge zur Verfügung: So legte er dem Institut für Zeitgeschichte Berichte über seine Tätigkeit und seine Erlebnisse im Umfeld diverser NS-Größen in den 1920er bis 1940er Jahren vor. Außerdem wurde er wiederholt von verschiedenen Staatsanwaltschaften im Zusammenhang mit der Aufklärung von NS-Verbrechen als Zeuge vernommen.

## Archivalien
- Institut für Zeitgeschichte: Zeugenschrifttum Nr. 268: Berichte und Befragungsprotokolle von Martin durch das IFZ. (Digitalisat)